# Fausto Branchini
Fausto Branchini (Lecco, 23 ottobre 1952) è un bassista italiano.
Ha pubblicato 4 album con i Biglietto per l'inferno e 5 come cantautore.

## Carriera

### I Biglietto per l'inferno
Ha acquistato la sua prima chitarra a dodici anni, ma ha imparato poi a suonare anche il pianoforte, il violino ed il basso.
Uscì dai Biglietto per l'inferno nella fase finale lasciando il posto per un paio di concerti al bassista dei Latte e Miele per poi tornare e completare insieme a tutti gli altri componenti della band in una scuola di Saronno nel febbraio 1976 la serie delle esibizioni prima dello scioglimento del gruppo.
Ritorna sulla scena nel 1989 e fu molto importante per lui l'incontro, dal quale scaturì una duratura collaborazione musicale, con il chitarrista di flamenco Livio Gianola. Con Gianola incise Stelle e Cantanti, avvalendosi anche della collaborazione di Mauro Gnecchi, batterista dei Biglietto per l'inferno; sperimentò un violino a due corde con accordatura non convenzionale, e partecipò ad una tournée nel nord Italia nella quale ripropose alcuni brani del Biglietto per l'Inferno in versione acustica.
Scrisse poi alcuni brani che, in veste di cantautore, incise con la collaborazione e gli arrangiamenti di Marco Battistini(vincitore di un Sanremo giovani nel 1988 con il brano "Canta con noi") ed in particolare "Giada" che è diventata anche un video trasmesso nel 1991.
Nel 1997 collabora con Garbo. L'ultima collaborazione musicale, durata qualche anno, è stata quella in veste di paroliere con Umberto Balsamo.

### Letteratura
Nel 1997 è diventato anche scrittore ed ha scritto il suo primo romanzo, saggistico e narrativo, dal titolo La botola del silenzio. In seguito ha pubblicato alcuni saggi filosofici, un vademecum per il critico d'arte (1998) e una raccolta completa di poesie.

### Gli anni recenti
Nel 2009 ha aderito alla "Chiamata alle Arti" di Franz di Cioccio ed è stato inserito nella lista di artisti che parteciperanno alla carovana di concerti "Insieme per l'Abruzzo". Nel frattempo ha fondato il gruppo Fausto Branchini-Biglietto per l'inferno al fine di incentivare la sua ricerca prog; per questo progetto ha contato sulla collaborazione di alcuni musicisti degli anni settanta tra i quali Tony Pagliuca.
Nel 2010 la sua ricerca è sfociata nell'allestimento teatrale dell'opera prog La botola del silenzio, fra musica e mistero, per la realizzazione della quale è tornato in scena con il gruppo Fausto Branchini-Biglietto per l'inferno.

## Discografia

### Con i Biglietto per l'inferno
- Biglietto per l'Inferno (1974)
- Il tempo della semina (1975)
- Cofanetto del trentennale + live - (2004)

### Solista
- Stelle (1989)
- Cantanti (1989)
- Il nevare(live) (1989)
- Eclisse (1990)
- Giada (1991)
- Escariota (1991)
- Per chi dorme di più (1992)
- S.Giovanni (1992)
- Mare trombè (1993)
- E se poi capita (1994)

## Poesie
- Criniere di luce (raccolta di cinquanta poesie dal 1997 al 2000)